# Ville Nylund
Kaj Wilhelm ("Ville") Nylund (Kokkola, 14 augustus 1972) is een voormalig profvoetballer uit Finland, die speelde als verdediger. Hij beëindigde zijn actieve loopbaan in 2006 bij de Finse club HJK Helsinki.

## Interlandcarrière
Nylund kwam in totaal 21 keer (geen doelpunten) uit voor de nationale ploeg van Finland in de periode 1996–2004. Hij maakte zijn debuut onder leiding van bondscoach Richard Møller-Nielsen op 30 oktober 1996 in de vriendschappelijke thuiswedstrijd in Kotka tegen Estland, net als Juha Riippa, Toni Tervonen en Antti Pohja. Hij viel in dat duel na 45 minuten in voor Kari Rissanen.

## Erelijst
HJK Helsinki
- Suomen Cup

1998, 2000, 2003